# 岩村雄太
岩村 雄太（いわむら ゆうた、1990年 - 2020年8月12日）は、日本の作曲家・編曲家。吹奏楽のためのオリジナル作・編曲作品が多数。オーボエ奏者・リコーダー奏者。

## 人物・来歴
福井県大飯郡高浜町出身。福井県立若狭東高等学校卒業（在学中は吹奏楽部に所属）。中学校でサックス奏者を目指したが、他の生徒より上手く吹けた為、オーボエ奏者へのコンバートを求められ、それ以降はオーボエ奏者として活躍。高校時代にはニコニコ動画などへ自身がリコーダーで演奏した曲を投稿するなど編曲活動や作曲活動でも活躍する。音楽大学に進学し音楽の先生になることを試みるも、家庭の事情や経済的な事情により断念。高校卒業後、教員採用試験に合格し、母校で実習助手として勤務する傍ら吹奏楽部顧問として指導及び作曲活動に従事した。
2020年8月12日未明に死去。享年29。

## テレビ出演
- 応援ドキュメント 明日はどっちだ（2014年2月4日、NHK総合テレビジョン）
- チャンネルO（不定期出演、ケーブルテレビ若狭小浜）